# Rosana Romero
Rosana Romero Herrero (Segovia, 1973) es una periodista española especializada en información deportiva y actual directora de Deportes en RTVE.

## Trayectoria
Licenciada en Ciencias de la Información por la Universidad Complutense de Madrid, Rosana Romero ha desarrollado toda su carrera profesional en Radiotelevisión Española. Se convirtió en una de las pioneras en el periodismo deportivo en televisión, en una época en la que el sector estaba predominantemente ocupado por hombres.
Vinculada a la sección de deportes de los Telediarios de Televisión Española desde 1997, ha cubierto cinco Juegos Olímpicos, tres mundiales de fútbol y varias eurocopas. Además, ha seguido de cerca el circuito de tenis, informando sobre figuras destacadas como Rafael Nadal y Carlos Alcaraz.
Entre 1997 y 2014, Romero formó parte del equipo de presentadores de deportes de los Telediarios, siendo ocasionalmente la sustituta de los presentadores titulares en las ediciones de Primera y Segunda y los fines de semana. De octubre de 2010 a septiembre de 2014, fue subdirectora del Área de Deportes de Informativos de TVE, y de 2019 a 2021 fue editora de deportes del Telediario Fin de Semana. Posteriormente, se desempeñó como redactora en la sección de deportes hasta su nombramiento como directora de Deportes de RTVE en agosto de 2023, donde coordina la información deportiva en televisión, radio y web.

## Premios y reconocimientos
En 2017, el club de baloncesto Movistar Estudiantes premió a Rosana Romero, María Escario, Olga Viza y Mónica Marchante con el galardón "Todos Somos Estudiantes", destacando su contribución al periodismo deportivo y su labor en la representación del deporte femenino en televisión.